# Biała (gmina w województwie tarnopolskim)
Biała – dawna gmina wiejska w powiecie czortkowskim województwa tarnopolskiego II Rzeczypospolitej. Siedzibą gminy była Biała.

## Historia
Gminę utworzono 1 sierpnia 1934 r. w ramach reformy na podstawie ustawy scaleniowej z dotychczasowych gmin wiejskich: Biała, Czerkawszczyzna, Jagielnica Stara i Skorodyńce.
W marcu 1938 przyznano honorowe obywatelstwo gminy Biała Marszałkowi Edwardowi Śmigłemu-Rydzowi.
Od września 1939 do lipca 1941 gmina znajdowała się pod okupacją ZSRR, gdzie została zniesiona, a 1 sierpnia 1941 jej obszar wszedł w skład Generalnego Gubernatorstwa i nowo utworzonego dystryktu Galicja. Tam jej przedwojenny obszar włącozno do nowo utworzonej gminy Jagielnica (Czerkawszczyzna i Jagielnica Stara), do gminy Białobożnica (Skorodyńce) oraz do miasta Czortkowa (Biała) w powiecie czortkowskim (Kreishauptmannschaft Czortków).
Po II wojnie światowej obszar dawnej gminy włączono do ZSRR.